# Цимбалинский путепровод
Цимба́линский путепрово́д — мостовое сооружение в Санкт-Петербурге над путями станции Санкт-Петербург-Сортировочный-Московский к северу от платформы Фарфоровская, соединяющее улицу Белы Куна во Фрунзенском районе Санкт-Петербурга и улицу Цимбалина в Невском районе.

## История
Путепровод был сооружён в 1910 году для соединения Муравьёвского переулка (улица Цимбалина) со станционными строениями Фарфоровского поста, платформой и вокзалом. Другое название — Фарфоровский мост. В советское время в 1968—1970 годах был проведён капитальный ремонт. Это одно из самых старых сооружений подобного характера в Санкт-Петербурге.

## Реконструкция путепровода
С 22 декабря 2018 года путепровод частично закрыт на ремонт, который должен был продлиться до 1 июня 2019 года. Однако, в ходе ремонта возник спор между городскими властями и РЖД о юридической принадлежности объекта и сроки ремонта были продлены на несколько лет. В итоге было решено, что будут строить новый мост обе структуры, а его стоимость была оценена в 4,5 миллиарда рублей. Строительство должно было начаться в 2022 году и продлиться 3 года и 2 месяца.
В 2023 году стоимость проектирования и реконструкции оценили в 9,2 млрд рублей. Проект будет предусматривать снос объекта и строительство нового. Протяженность моста составит 2,2 км. Летом 2023 года Смольный объявил новый конкурс на реконструкцию Цимбалинского путепровода, по итогам которого подрядчиком строительных работ стала компания АО «ПО „Возрождение“».
Финансирование проекта определено за счёт города, половину стоимости финансовых затрат возмёт на себя РЖД.
В 2024 году начались работы по сооружению опор и подпорных стен, а также по перекладке коммуникаций. По проекту новый объект будет состоять из двух рядом стоящих путепроводов. Путепровод расширят до четырёх полос движения, протяженность самого путепровода будет составлять 350 метров. Срок реализации проекта запланирован на конец 2027 года.
18 июля 2025 года движение по Цимбалинскому путепроводу было закрыто.

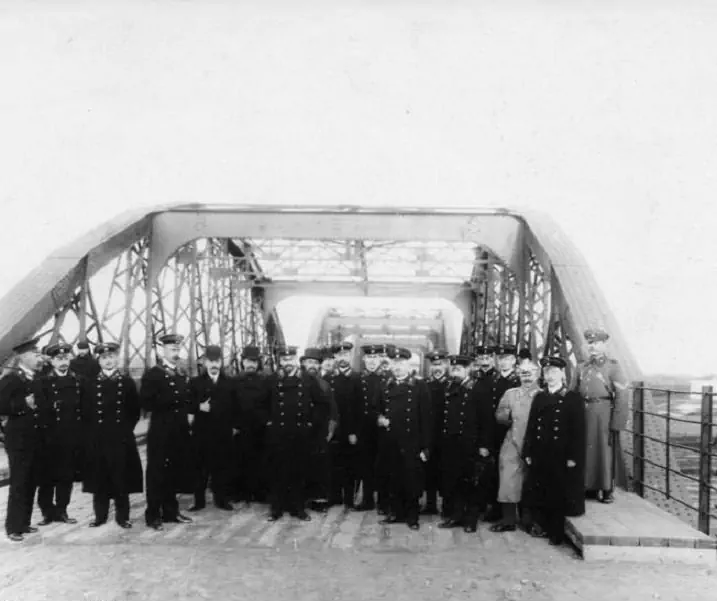
Группа служащих Министерства путей сообщения на открытии путепровода в 1910 году
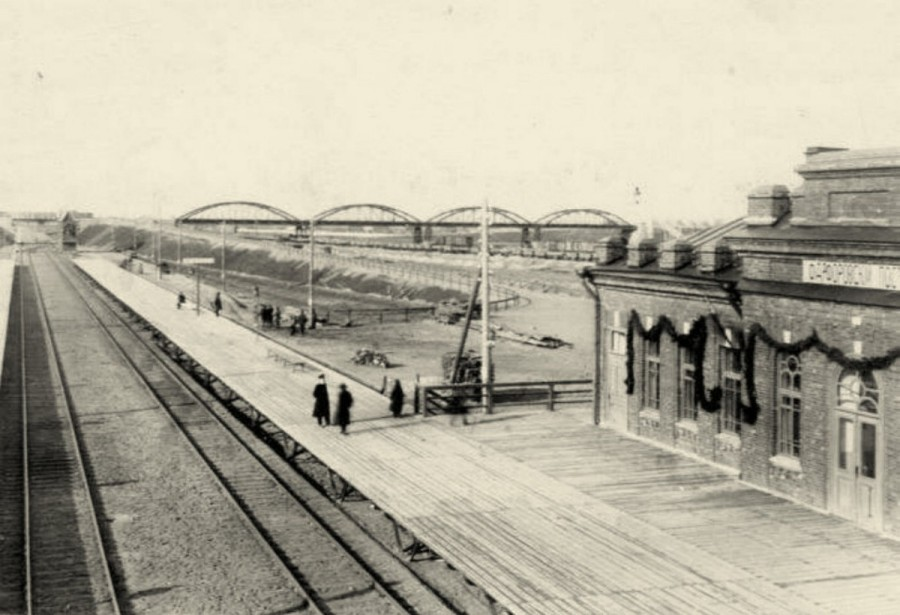
Фотография платформы «Фарфоровский пост» и путепровода вскоре после открытия в 1910 году